# 小小梦魇2
《小小夢魘2》是由Tarsier Studios開發、萬代南夢宮娛樂發行的益智遊戲。遊戲於2021年2月發行，對應Microsoft Windows、Stadia、任天堂Switch、PlayStation 4和Xbox One；並預定於年內推出PlayStation 5和Xbox Series X/S版。遊戲為《小小夢魘》的續作。該作中玩家扮演小男孩摩諾，和電腦控制的前作主角小六協作求生，並揭開黑暗的祕密。

## 劇情

### 第一章 荒林
小男孩摩諾在一座未知的森林裡醒來，穿越過層層陷阱之後，來到一處破舊的房屋；摩諾在裡面發現了小女孩小六，並邀請小六一起往前方探險。兩人在路上遇到一個蒙著臉的獵人，在不小心被獵人發現後，獵人拾起槍將兩人當成獵物追殺；歷經一陣逃亡之後，摩諾找到一把備用獵槍，並成功將獵人反殺。
兩人接著來到海邊，利用木板橫渡大洋後，上岸來到一處充滿廢棄屋子的小鎮。鎮上杳無人煙，摩諾在一間屋子裡發現了一台充滿壓力波的電視，並於觸碰螢幕後，被一股力量給吸進電視裡的神秘空間。這個神秘空間裡有一條走道，盡頭是一扇緊閉的門；摩諾想前去開門，卻再次被神秘力量抽回現實中。兩人接著繼續往前走，來到一間充滿詭異氛圍的學校。

### 第二章 學校
在這所詭譎的學校裡，有著許多陶瓷做的頑劣小孩，他們會設計各種陷阱使兩人遇害；小六便在摩諾一次不小心中計後被陶瓷小孩給抓走。摩諾為了救出小六，與陶瓷小孩經過一番戰鬥，進入了一間教室，裡頭的老師是一個脖子能夠伸長的吃人怪物；摩諾先在教室後方的倉儲裡取得鑰匙，接著搭電梯前往樓上，小心翼翼的避開長頸怪老師的追捕後，來到一個佈有西洋棋陣機關的房間。摩諾破除機關後，後方的暗櫃轟的一聲滑開，露出藏在裡面的廚房鑰匙。
進入廚房後，摩諾再次遭遇陶瓷小孩們的攻擊；解決陶瓷小孩之後，摩諾經過實驗室，發現另一批陶瓷小孩們正將小六綁在廁所的天花板上凌虐；摩諾趕緊將小六救下。接著，兩人找到進入書房的通道，發現長頸怪老師正在下方彈奏著鋼琴；兩人躡手躡腳的鋪出一條可以通過老師上方的路徑，卻在抵達通風口時被老師發現。老師將頭探入通風管裡，伸長脖子欲吃掉兩人；順利躲過老師的追殺後，兩人逃離了學校，來到一處廢棄的醫院。

### 第三章 醫院
重新穿上黃色雨衣的小六，與摩諾在黑暗而毫無生氣的醫院裡探索著，並在一間房間裡發現先前一模一樣的詭異電視；再次被吸入電視裡的神秘空間後，摩諾卻又在進門之前被甩回現實。為了搭乘電梯前往下方樓層，必須收集兩個保險絲。摩諾在房間裡發現了藏在泰迪布偶身體裡的鑰匙，並進到了一處雜物間，裡頭竟藏著會四處亂竄攻擊人的斷掌，摩諾擊斃斷掌之後取得第一個保險絲。接著來到了一間散落著各式人型模具的儲藏室，這些人型模具能在黑暗的環境中迅速抓捕入侵者，只有被燈光照射到時才會失去行動能力；摩諾經過一番逃亡後，在一間有著電椅的行刑室內找到第二個保險絲，並與小六會合。
兩人搭乘電梯到達一處像是置物間的地方，裡面有個倒吊在天花板上行走的怪異醫生，他四處拆解模具並進行著詭異的人體實驗。兩人在停屍間裡找到通往前門的鑰匙，設法引開醫生的注意後，取得最後一個保險絲；成功的將醫生關進爐裡焚燒之後，兩人離開了這間恐怖的醫院。

### 第四章 電波鎮
摩諾與小六來到了一座駭人的城鎮，這裡的人們被電視台電波支配全都不正常了，從電視裡出現的神祕高瘦男人抓走小六，為了拯救小六摩諾學會穿越電視的方法。
摩諾通過一次又一次的解謎成功並從大多數的居民手中逃脫，他來到了某個居民的住所，在裡面的電視看到了眼熟的身影，小六試圖呼叫摩諾，而摩諾也試圖把小六拉出電視，不料，小六被高瘦男人再次拉回電視裡，接著，高瘦男人再次出現並且追殺摩諾，而摩諾又是經過一陣追逐，逃出了高瘦男人的魔掌。他來到一個怪異的街道，然而，高瘦男人再次出現在他面前，經過一番纏鬥後，高瘦男人被打敗並且消失了，摩諾也覺醒了強大的力量開啟一扇大門。

### 終章 輪迴
摩諾進入了奇妙的電波空間，他聆聽音樂經過重重傳送門找到了小六，可是小六變成了一隻巨大的怪物，失去理智守護著音樂盒，摩諾利用傳送門攻擊音樂盒，每打一次音樂盒就會被傳送走，終於音樂盒被打壞了，小六也恢復原樣，周圍牆壁卻出現了噁心的肉團與眼睛擠壓空間，小六與摩諾向外逃難，當摩諾要跳到出口時小六接住了他，但是小六卻發現了什麼竟然把手給放開讓摩諾掉下去，小六背叛朋友獨自離開電波空間。摩諾雖然掉了下去，但是卻沒事，他運用覺醒的力量改變電波空間，坐在一個椅子上，年復一年，日復一日，他長大了……他戴著帽子穿著西裝變成之前從電視裡爬出來抓走小六的那個高瘦男人。